# Idaea aestiva
Idaea aestiva är en fjärilsart som beskrevs av Fuchs 1899. Idaea aestiva ingår i släktet Idaea och familjen mätare. Inga underarter finns listade i Catalogue of Life.